# Drug-Checking
Unter Drogenprüfung oder Drug-Checking (auch: Drugchecking, Pill Testing) versteht man die chemische Analyse von zumeist auf dem Schwarzmarkt gehandelten psychotropen Substanzen, um potentielle Konsumenten vor besonders gesundheitsschädlichen Präparaten warnen zu können und somit die Gefahren, die beim Konsum von Substanzen mit einer nicht bekannten Zusammensetzung entstehen können, zu vermindern bzw. ungewollte Überdosierungen zu verhindern. Weiteres Ziel ist es, die Drogenmündigkeit zu fördern. Konkret ist dies zum Beispiel ein Drogenprüfstand auf einer Technoveranstaltung, an dem die mitgebrachten Drogen auf Wirkstoffgehalt und Zusammensetzung getestet werden können. Idealerweise gibt es auch umfangreiches Informationsmaterial zu den Substanzen.
In verschiedenen europäischen Ländern gibt es bereits Möglichkeiten zum Drug-Checking wie zum Beispiel in Österreich, den Niederlanden und der Schweiz. In Spanien und in Frankreich wird Drug-Checking von staatlichen oder halb-staatlichen Stellen betrieben. In Deutschland unterscheidet sich die Situation je nach Bundesland.

## Deutschland

### 1990er Jahre
In Deutschland hat der Verein Eve & Rave in den 1990er Jahren das erste Drug-Checking auf Partys gemacht. Dieses wurde durch Ermittlungen der Polizei eingestellt. Nach komplettem Freispruch der Angeklagten hat das Bundesgesundheitsministerium eine Weisung an alle staatlichen Labore entsandt, dass von diesen keine Proben von zivilen Organisationen angenommen werden sollen.

### Derzeitige Situation
Im Juni 2023 beschloss der deutsche Bundestag ein Gesetz, das den deutschen Bundesländern die Möglichkeit gibt, unter bestimmten Auflagen das Drug-Checking zu erlauben. Ende Juni existierten in Berlin und Thüringen Pilotprojekte für kostenloses Drug-Checking. Einer damaligen Umfrage unter allen Bundesländern zufolge planen sonst lediglich Baden-Württemberg und Hessen die Einführung von kostenlosem Drug-Checking.
Mecklenburg-Vorpommern
Seit 13. Mai 2024 gibt es in Mecklenburg-Vorpommern als erstem deutschen Bundesland eine Landesverordnung über die Durchführung von Modellvorhaben zu Substanzanalysen (Drug-Checking-Landesverordnung - DrCheckLVO M-V). Seit dem 24. Juni 2024 hat die Universitätsmedizin Rostock die Erlaubnis zum landesweiten mobilen und stationären Drug-Checking. Projektstart war das Fusion-Festival in Lärz, auf dem 446 Proben, darunter 153 MDMA-Pillen, getestet wurden. Im November 2024 wurde das Angebot auch auf Clubs und Diskotheken in MV ausgedehnt. Erster Testlauf fand am 22. November 2024 im Schweriner Club Zenit statt. Das Test-Personal ("detect!-Team") besteht vorwiegend aus Mitgliedern der AG Freizeitdrogenforschung der Universitätsmedizin Rostock. Pillenwarnmeldungen werden über die eigene Website herausgegeben.
Thüringen
2021 entwickelt die SiT – Suchthilfe in Thüringen mit „SubCheck“ ein mobiles Drug-Checking-Pilotprojekt.

#### Berlin und Brandenburg
Seit 2005 existiert in Berlin ein Peer-Group-Projekt mit dem Namen „Autonomer Drogeninfostand“, das Farbreaktionstests mit Marquis-Reagenz (Mecke-, Simons-, Mandelin-Reagenz) auf Partys anbietet. Um Strafbarkeit zu vermeiden, wird nach dem „Selbstuntersuchungsmodell“ aus dem Gutachten über „Die Zulässigkeit von Drug-Checking, Rechtliche Risiken und Nebenwirkungen von Drug-Checking“, von Harald Hans Körner, getestet.

„Um eine Strafbarkeit der Testpersonen zu vermeiden, ist es möglich, daß der Auftraggeber die unbekannten Stoffe nicht der Testperson aushändigt, sondern die Untersuchung und Bewertung der unbekannten verdächtigen Stoffe selbst vorbereitet:
a) durch Abschaben der Tablette,
b) durch Vermessen und Beschreiben der Tablette,
c) durch Aufträufeln einer Reagenzflüssigkeit.
Wenn der Tester lediglich unter Auswertung von etwa zehn Merkmalen der Probe und des Ergebnisses eines Farbtests eine Stoffidentifizierung unter Zuhilfenahme aktueller Bewertungslisten aus den Niederlanden vornimmt, macht er sich weder wegen Erwerbes, Sich-Verschaffens, Besitzes, noch wegen Abgabe von Betäubungsmitteln strafbar. Die Mitteilung des Testergebnisses an den Konsumenten bzw. dessen Angehörigen, Lehrer, Trainer pp. stellt darüber hinaus weder eine Werbung für Betäubungsmittel im Sinne von § 29 Abs. 1 Nr. 8 BtMG, noch ein Verschaffen von Gelegenheit zum Konsum im Sinne von § 29 Abs. 1 Nr. 10 BtMG dar. Denn dem Konsumenten wird keine Drogenquelle erschlossen, sondern lediglich eine schadensminimierende Verbraucherinformation zuteil.“

2008 hat sich in Deutschland die Initiative „Drug-Checking Berlin-Brandenburg“ zur Etablierung von Drugchecking-Angeboten im staatlichen Drogenhilfesystem von Deutschland gegründet. In Berlin können seit Juni 2023 kostenlos, anonym und legal in drei Beratungsstellen Drogen getestet werden lassen.